# شهرستان آوج
شهرستان آوج یکی از شهرستان‌های استان قزوین و به مرکزیت شهر آوج است. این شهرستان در سال ۱۳۹۱ از شهرستان بوئین‌زهرا جدا شد و مستقل گردید. این شهرستان با مساحت ۲۷۷۶ کیلومتر مربع در طول جغرافیایی ۰۶ و ۴۹ تا ۴۵َ و ۴۹ درجهٔ شرقی و عرض جغرافیایی ۲۵َ و ۳۵ تا ۴۷َ و ۳۵ درجهٔ شمالی قرار دارد. شهر آوج ودر ۱۱۰ کیلومتری جادهٔ قزوین به همدان و در منطقه‌ای کوهستانی واقع شده است که این امر باعث گردیده که دارای تابستان‌های بسیار خنک و زمستان‌های پر برفی باشد. جمعیت ساکن در این شهرستان در حدود ۴۵ هزار نفر است. بر مبنای آخرین داده‌های سیستم اطلاعات جغرافیایی(GIS) بیشترین پهنای این شهرستان از جهت غربی بوده و ۹۵ کیلومتر است که به استان زنجان ختم می‌شود. این شهرستان از شمال با شهرستان تاکستان، از شرق با شهرستان بوئین‌زهرا، از سمت غرب با استان زنجان و از سمت جنوب با استان همدان، و استان مرکزی همسایه است.

## تقسیمات کشوری
بر اساس آخرین تقسیمات کشوری این شهرستان دارای ۲ شهر، ۲ بخش و ۵ دهستان است.
- شهرستان آوج
  - بخش مرکزی
    - دهستان حصار ولیعصر
    - دهستان خرقان غربی
    - دهستان کلنجین

  - بخش آبگرم
    - دهستان خرقان شرقی
    - دهستان آبگرم

شهرها: آوج و آبگرم

## جمعیت
بنابر سرشماری مرکز آمار ایران، جمعیت شهرستان آوج در سال ۱۳۹۵ برابر با ۴۳٬۷۹۸ نفر بوده است. مردم این شهرستان به زبان ترکی آذربایجانی صحبت می‌کنند. از غذاها و سوغات‌های محلی آوج می‌توان به قاتوق آشو و لواشک انواع آلوها نام برد محصول اصلی باغ‌ها شهرستان آوج نیز گردو است.

## پیشینهٔ تاریخی
از سیر و تحول تاریخی آوج که به آن خرقان گفته می‌شود، اطلاعات دقیق و معتبری در دست نیست لیکن در مورد منطقه روایات متعددی وجود دارد که برخی از آن‌ها قدمت این ناحیه را به دوران ماد می‌رساند. طی درگیری‌هایی که بین آشوری‌ها و مادها به وجود آمد عده زیادی از مادها کشته شدند ولی مادها دست از مقابله برنداشتند و در بازگشت راه را بر قوای آشور در منطقه کوهستانی میان قزوین و همدان بستند ولی مادها از آشوری‌ها ضرات شدیدی خوردند که محل کوهستانی درگیری این دو قوم در کوهستان‌های آوج بوده است.
خرقان ناحیه‌ای بین قزوین و همدان و ری بوده است در کتب تاریخی که از فتح ناحیهٔ همدان و قزوین در موقع حملهٔ اعراب به ایران یاد می‌کنند به اسامی نقاطی چون دشتبی، قاقازان و خرقان برخورد می‌کنیم که نشان می‌دهد این نواحی قبل از حملهٔ اعراب به ایران دارای موقعیت ممتازی بوده‌اند.
با انتخاب سلطانیه به عنوان پایتخت در زمان سلجوقیان و ایلخانان این محل به صورت شبکه راه‌ها درآمد و برخی از مسیرها تغییر یافت، چنان‌چه از حلوان راهی به همدان می‌آمد و از آنجا به سلطانیه می‌رفت. شاهراه همدان به سلطانیه در زمان مغول ساخته شد. شاهراه مزبور به جای آن‌که از طریق ساوه به ری برود مستقیماً به‌طرف شمال و از راه درگزین و خرقان به سلطانیه می‌رفت و بنابراین از هیچ‌یک از شهرهای بزرگ عبور نمی‌کرد.
راه شرقی از سلطانیه به صائین قلعه (قهود سابق) ابهر و خرقان می‌رفته و در خرقان راه دو شعبه می‌شد. یکی از کوه‌های خرقان گذشته و در رزن به راه ری-ساوه متصل می‌گشته و دیگری از طرف اشتهارد به تهران و ری و از آنجا به خراسان می‌رفته است. با توجه به آثار چشمگیر و ارزندهٔ معماری مربوط به قرن پنجم در این ناحیه می‌توان گفت که در زمان سلجوقیان نیز منطقهٔ مزبور دارای موقعیت ممتاز بوده است. از اهمیت این ناحیه با توجه به موقعیت خاص آن که در مسیر راه قزوین همدان قرار داشته در دوران‌های بعد نیز کاسته نشد چنان‌که وجود کاروانسرای شاه عباسی در آوج دال بر این مدعا است.
در دوران سلجو قیان و ایلخانان که کشمکش‌های مذهبی وجود داشت، این منطقه یکی از مراکز مهم شیعه‌نشین بوده است و مدرسه علیشاهی (در قرن پنجم هجری) شهر آوج مرکز تجمع علما و فضلا بوده که دانشمندانی همچون سید تاج‌الدین آوجی را پروانده است که در دستگاه الجایتو مقام صدارت را داشته و باعث شد تا شاه مذکور مذهب شیعه را بپذیرد.
ناحیهٔ کوهستانی پهناوری که یونانیان آن را مدیا (madia) می‌گفتند و از باختر به جلگه‌های بین‌النهرین و از خاور به کویر بزرگ ایران محدود می‌شد نزد جغرافی‌نویسان عرب به نام ایالت جبال معروف بوده که آوج نیز تحت عنوان خرقانین و آوه شمالی جزء ایالت جبال محسوب می‌شده.
ناحیت اعلم همان است میان همدان و زنجان و خرقان که غالباً خرقانین خوانده می‌شود این ناحیه اعلم مشتمل بر چندین دهکده است که حمدالله مستوفی سیاهه آن‌ها را ذکر نموده تا میان آوه ساوه اشتباه نشود این آوه شمالی را به صورت آوا نیز ثبت شد. یاقوت حموی و مقدسی نیز در قرن چهارم بدان اشاره کرده‌اند.

حمدالله مستوفی در نزهةالقلوب می‌نویسد:
خرقانین ولایتی است چهل پاره دیهٔ است و از اقلیم چهار هوایش به سردی مایل است و آبش از چشمه‌ها که از آن کوه‌ها برمی‌خیزد
.
مواضع آبه (آوه یا آوج) اردان (اروان) گلچین (کلنجین) و طشکری (طبلشکین) و سیف آباد که معظمات قرای آن و حقوق دیوانی آن نه هزار و پانصد دینار است و آوه (آوج) به عنوان شهری یاد می‌کند که در عهد او دارای بارو بوده است.
ناحیت خرقان به جهت مو قعیت طبیعی خود غالباً به صورت ییلاقی و اردوگاه نظامی مورد استفاده حکام قرار می‌گرفت چنانچه در وقایع سال ۸۷۱ هجری می‌خوانیم میرزا مظفرالدین جهانشاه پادشاه ترکان برای اجتماع، سردران به بلاد آذربایجان و عراق فرستاد و بنا بر فرمان محمد میرزا از اصفهان و سایر امرا و تیول داران با خود فراوان به اردوی همایونی ملحق شدند. پادشاه جهانشاه احشام تراکمه را کوچانیده و از ییلاق خرقان با عظمت و شوکت تمام به جانب بغداد نهضت نمود.
در وقایع سال ۹۱۶ آمده است که شاه اسماعیل صفوی در این سال در خرقان تجهیز لشکر نموده و به قصد سرکوبی حکام ازبک به سوی خراسان رهسپار شد؛ و شمار لشکریانی که در این منطقه به لشکریان شاه اسماعیل اضافه می‌شود بالغ بر ۱۰۰۰ نفر بوده است.
در دوره قاجاریه با برگزیده شدن تهران به عنوان پایتخت و تغییراتی که در زمینهٔ واحدهای وابسته به قزوین به وجود آمد. برخی از آن‌ها از سرزمین مزبور جدا گشته و از نظر سازمان تشکیلاتی مملکتی جزء خاک تهران گردیدند؛ و برخی از دیگر، چون ابهر و قسمتی از خرقان ضمیمهٔ خمسه و زنجان شدند.
ناحیهٔ خرقان اصولاً در منطقهٔ کوهستانی واقع شده و ارتفاعات آن به نواحی کوهستانی ایران مرکزی متصل می‌شوند.

## اماکن گردشگری
مکان‌های دیدنی فراوانی در این شهرستان وجود دارد که از جمله مهم‌ترین آن‌ها می‌توان به دره سرسبز روستای توآباد، خروس دره، برج‌های دوگانه خرقان واقع در روستای حصار ولیعصر، کاروانسرای شاه عباسی آوج، آبگرم معدنی شهر آبگرم، تفرجگاه علی بولاغو در روستای ارتش آباد، درخت کهنسال روستای پروان، آبشار و پل معلق شاه دره آوج، آبشار روستای منصور، غار قلعه کرد، غار عباس‌آباد، امامزاده‌های روستای کلنجین، امامزاده اسماعیل، کوه بلند آق داغ، کهن سرزمین روستای وروق، طبیعت روستای مشانه، روستاهای دیدنی کامشکان، اروان، اسماعیل‌آباد، نیریج، شهیدآباد، قهوج، قیرخ بولاغ (چهل چشمه)، روستای منصور، امامزاده علاءالدین، چوبینه، چنگوره، روستای یمق و… نام برد.

### کاروانسرای شاه عباسی آوج
این کاروانسرا در مرکز شهر آوج و در مسیر قزوین-همدان قرار گرفته، کاروانسرای مذکور دارای طرح مستطیلی شکل است که گوشه‌های آن به چهار ضلع کوچک ۷۰/۳ متری تبدیل یافته و در واقع طرح کاروانسرا به صورت هشت ضلعی درآمده که دو ضلع بلندتر آن ۲۰/۲۶ متر و پهنای آن ۷۰/۲۵ متر است. در بالای درِ ورودی کاروانسرا کتیبه‌ای به خط نستعلیق بر روی یک قطعه سنگی مرمر به شرح زیر کنده‌کاری شده است.
| در زمان جلوس شاه صفی    |  | آن شاه با وقار شه پاک نهاد |
| شهریاری که در اوان جلوس |  | در جهان داد عدل و داد      |
| از خراسان کشید یک دست   |  | زپای دوی برید از بغداد     |
| یکی سالیان دولت او      |  | که ابولقاسم امام اوست نجاز |
| ابو علیست درجهان مشهور  |  | خانه زاوند چونکه از اجداد  |
| این بنا را بهر فرساخت   |  | که خدایش همیشه خیر دهاد    |
| تاریخ این خجسته بنا     |  | هاتف این غنیم بشارت داد    |
| که بنای این رباط نکو    |  | جای خود در جهان نمود آباد  |

با توجه به کتیبه مشاهده می‌گردد که کاروانسرای آوج در زمان سلطنت شاه صفی و در سال ۱۰۴۰ه‍.ق ساخته شده است.

### برج‌های دوگانه خرقان
این برج‌ها در سمت جنوب غربی استان قزوین و در غرب شهر آبگرم و در نزدیکی روستای حصار واقع شده و دو آرامگاه مربوط به دورهٔ سلجوقیان هستند. برج اولی یا شرقی ۲۶ سال قدیمی‌تر از برج غربی است و پلانی هشت‌ضلعی داشته که ضلع آن طرح‌های متنوع آجری نقش گردیده است؛ و با ستون‌های مدوّر نگهدارنده و روپوش تزئین آجری پلکان منتهی به بام طرح هندسی که بالای هر ضلع شکل خاصی دارد. ارتفاع این آرامگاه در حدود ۱۵ متر و قطر بنا حدود ۱۱ متر است. یک حاشیه کتیبه باریک به خط کوفی که آیاتی از قرآن (لو انزلنا) دربردارد و کتیبهٔ مذکور سال بنا را ۴۶۰ هجری قمری برابر با ۴۴۶ هجری شمسی (۹۵۰ سال پیش) معرفی می‌کند که یکی از چشم‌گیرترین و زیباترین آثار معماری این دوره است.
برج دوم نزدیک به ۳۰ متر از برج اول فاصله داشته و از نظر شکل تقریباً هم‌اندازهٔ برج اول است؛ و این برج ۵۵ سانتی‌متر بزرگ‌تر از برج اولی است. این بنا نیز دارای گنبد دوپوش و یک پلکان منتهی به فضای بین دو پوشش است و شیوهٔ آجرکاری بدیعی دارد که بعداً در گنجه سرخ مراغه و بناهای دیگر تقلید شده است و علاوه بر آیات (لو انزلناه) آیهٔ (افحسبتم انّما خلقناکم) نقش بسته و بقعه یک محراب با تزئینات آجری دارد.
متن کتیبه‌های دو بنا حاکی از آن است که معماران آن‌ها از اهالی زنجان و برادر یا پدر و پسر بوده‌اند. نام معمار برج اول معمار محمد … زنجانی و نام معمار برج دوم ابومعالی محمد بن… زنجانی است.
معروف است (بنا به قولی) که مقبره دو امامزاده خواهر و برادر به نام‌های محمد بن موسی الکاظم و حدیده خاتون بنت موسی الکاظم در آن جا است اما به قول صحیح‌تر مقبرهٔ دو تا از شاهزادگان سلجوقی است. کتیبه این برج تاریخ ۴۸۶ هجری قمری برابر با ۴۷۲ هجری شمسی (۹۲۵ سال پیش) را برخود دارد. برج‌های آرامگاهی خرقان با بیش از ۵۰ طرح آجری جزء شاهکارهای معماری ایران به‌شمار می‌روند اما بخش اعظم این بناها در زلزله سال ۱۳۴۱ بوئین زهرا پس از ۸۹۵ سال استقامت تخریب شدند.

## زمین‌شناسی
صفحه آوج در شمال غربی ایران در طول جغرافیایی ۳۰ و ۴۹ تا ۴۹ شرقی و عرض جغرافیایی ۳۰ و ۳۶ تا ۳۵ شمالی واقع شده است؛ و در حد بین زون ایران مرکزی و زون سنندج – سیرجان واقع شده است و دارای دو بخش زمین‌شناسی مختلف است. در شمال زون آبگرم که به ایران مرکزی مربوط می‌شود و در جنوب زون رزن که قسمتی از زون سنندج–سیرجان را تشکیل می‌دهد.
در این منطقه سنگ‌های پرکامبرین تا تریاس فوقانی رخنمون پیدا نکرده‌اند و اسلیت‌های دگرگونی تریاس فوقانی–ژوراسیک، سنگ آهک و شیل اندکلی دگرگون شده کرتاسه و توالی غیر دگرگونه‌ای از ترشیاری تا عهد حاضر از مشخصات این ناحیه می‌باشد. سنگ‌های آتشفشانی در ائوسن و الیگو- میوسن مشاهده می‌شوند و فعالیت پلوتونیک به صورت محدود با سن فوقانی وجود دارد.
در زون آبگرم سنگ‌های پرکامبرین تا حال (کواترنری) وجود دارد اما به وسیلهٔ چندین نفوذ چینه‌شناسی مشخص قطع شده است. از مشخصات این زون وجود سنگ‌های دگرگونی ضعف پرکامبرین و سنگ‌های غیردگرگونی پالئوزوئیک تا ترشیاری است. دو زون آبگرم و رزن در منطقهٔ آوج توسط گسل آوج از هم مجزا می‌شوند که این گسل دارای امتداد SE-NW (جنوب شرقی به شمال غربی) است و زمین‌شناسی ناحیه به‌ویژه، رخساره‌های مزوزوئیک و ترشیاری زیرین و ماگماتیسم را کنترل می‌کند.
سازند قرمز بالایی که مرکز از سنگ‌های کنگلومرا (کنگلومرای بی‌آب) لایه‌های قرمز و آوج، مارن و ماسه‌سنگ و نمک و ژیپس است که نقش اصلی را در تغییر کیفیت آب‌های سطحی از جمله رود آوج در نزدیکی پل اروان دارد.
بیشترین وسعت منطقهٔ آوج را نهشته‌های کواترنری (نهشته‌های رسوبی –قاره‌ای) تشکیل می‌دهد و شامل تراس‌ها و آبرفت‌ها است و این مناطق به‌علت نفوذپذیری خاص آن‌ها دارای سفره‌های آب زیرزمینی بوده و مهم‌ترین مکان جهت استقرار روستاهای منطقه و فعالیت‌های کشاورزی هستند.

## ویژگی‌های اقلیمی
عوامل مختلفی بر اقلیم منطقه آوج تأثیر می‌گذارند که این عوامل عبارت‌اند از: عوامل سیاره‌ای (گردش عمومی جو) و عوامل محلی، عوامل سیاره‌ای که کلی بوده هم ایران و منطقه مورد مطالعه را تحت تأثیر قرار می‌دهد و شامل پر فشار سیبری که موجب کاهش دما و در اکثر مواقع از اوایل پاییز منطقه آوج را تحت تأثیر خود قرار می‌دهد؛ و پر فشار جنب حاره‌ای که در دوره گرم سال باعث افزایش دما و ایجاد هوای پایدار که از اردیبهشت ماه تا شهریور ماه منطقه آوج را در بر می‌گیرد. بادهای غربی که مهم‌ترین عامل آب و هوای در دوره سرد به‌دنبال پسروی رود باد جنب حاره‌ای در منطقه آوج محسوب می‌شوند و کم فشار مدیترانه‌ای که به همراه بادهای غربی موجب ریزش بارش‌های جوی در فصول پاییز و زمستان می‌شود.
عواملی محلی که ناشی از موقعیت جغرافیایی منطقه و ویژگی توپوگرافی منطقه هستند؛ و به‌علت قرار گرفتن در عرض جغرافیایی بالا (۳۰ و ۳۶ تا ۳۵) نسبت به مناطق جنوبی کور روزهای ابرناکی بالاتری برخوردار است و موجب دریافت انرژی کمتری در فصول سرد سال می‌شود؛ و به‌خاطر ارتفاع زیاد منطقه (۲۸۹۴–۱۵۰۰ متر) جو زمین ضخامت کمتری دارد و خارج شدن آسان انرژی موج بلند زمین موجب تغییرات روزانه و ماهانه دما (۳/۲۵ تا ۷/۹-) درجهٔ سانتی‌گراد بین قسمت‌های مختلف منطقه می‌شود؛ و ریزش بارش‌های جوی در فصل سرد در اکثر قسمت‌های منطقه به صورت برف می‌شود و این بارش‌ها نقش اساسی را در ایجاد رواناب‌های سطحی و تأمین آب‌های زیرزمینی منطقه دارد.
از نظر رژیم بارندگی سالانه میزان بارندگی میانگین سالانه منطقه در طول دوره آماری ۳۱ ساله نزدیک به ۳۶۰ میلی‌متر است؛ که با افزایش ارتفاع میزان بارندگی سالانه نیز افزایش می‌یابد؛ و میانگین حداکثر بارندگی ۲۴ ساعته منطقه آوج ۱۵/۲۹ میلی‌متر است که با افزایش ارتفاع میانگین حداکثر بارندگی ۲۴ ساعته نیز افزایش می‌یابد و احتمال وقوع حداکثر بارش ۲۴ ساعته به ترتیب ماه‌های اسفند، فروردین، آذر و بهمن بیشتر از سایر ماه‌هاست.
بیشترین مقدار تغییرات بارندگی در کل منطقه در شهریورماه و کمترین مقدار آن در بهمن ماه، مشاهده می‌شود. از نظر رژیم فصلی بیشترین مقدار بارش فصلی در منطقه اوج به ترتیب فصل زمستان، بهار و پائیز و کمترین مقدار آن در فصل تابستان است.
میانگین وزنی بارش در منطقه آوج ۳۶۰ میلی‌متر است و حجم آب ناشی از بارش طی یک سال به‌طور میانگین ۸/۳۳۲ میلیون متر مکعب است.
مطالعه دمای منطقه آوج نشان می‌دهد که روند تغییرات دمای ماهانه بین قسمت‌های مختلف منطقه از شمال به جنوب و با افزایش ارتفاع کاهش می‌یابد. روند کاهشی دما در اکثر ایستگاه‌های موجود در منطقه آوج از مرداد ماه شروع شده و در دی‌ماه به کمترین مقدار و بعد از آن روند افزایشی دما شروع شده و در تیرماه به بالاترین حد خود می‌رسد و گرم‌ترین ماه‌های سال تیر و مرداد و سردترین ماه‌های سال دی و بهمن است.
در منطقه اوج خط برف (همدمای صفر درجه) در ماه‌های آبان، آذر، دی، بهمن و اسفند در داخل منطقه مشاهده می‌شود؛ و از نظر رطوبت نسبی بیشترین مقدار رطوبت نسبت در منطقه آوج در بهمن ماه و کمترین مقدار آن در تیر، مرداد و شهریور ماه است.
مطالعه تبخیر و تعرق در منطقه آوج با روش‌های مختلف از جمله بلانی –کریدل، ترنت وایت و پنمن انجام گرفت. میزان تبخیر و تعرق در یک حوضه در میزان رواناب آن تأثیر می‌گذارد زیرا مقدار تبخیر و تعرق در واقع بخشی از بارش است که از دسترس خارج می‌شود؛ و زمان وقوع حداکثر میزان تبخیر با زمان وقوع بارندگی با هم مطابقت ندارند و زمانی‌که بارندگی زیاد صورت می‌گیرد یعنی ماه‌های بهمن، اسفند و فروردین میزان تبخیر نیز تقریباً در کمترین حد ماهانه خود قرار گیرد؛ و حجم آب سالانه خروجی از منطقه از طریق تبخیر و تعرق نیز تقریباً در کمترین حد ماهانه خود قرار می‌گیرد؛ و حجم آب سالانهٔ خروجی از منطقه از طریق تبخیر ۶/۴۰ میلیون متر مکعب است.

## آب‌شناسی
دبی میانگین ماهانه رودهای آوج و کلنجین در اردیبهشت، فروردین و اسفندماه به ترتیب با میانگین ۴۴، ۱۶ ،۵/۹ متر مکعب در ثانیه پرآب‌ترین و مرداد، شهریور، تیر به ترتیب با میانگین ۲۷/۰ ،۳۴ و ۴۳/۰ متر مکعب در ثانیه کم آبترین ماه‌های سال در منطقه آوج است؛ و روند تغییرات دبی میانگین ماهانه تابع روند تغییرات بارندگی ماهانه منطقه است و میزان رواناب سطحی رودخانه‌ها با میزان بارندگی رابطه مستقیمی دارد. روند افزایشی مقدار دبی میانگین ماهانه از شهریور ماه شروع شده و تا آبان ادامه پیدا می‌کند و در دی‌ماه این روند قدری کند شده و بعد از آن سیر صعودی ادامه پیدا می‌کند و علت کندی در روند صعودی دبی رودخانه‌ها وقوع یخبندان شدید در حوضه و در نتیجه کم شدن رواناب سطحی است. از بهمن ماه تا اواخر اردیبهشت ماه به‌خاطر ذوب برف‌ها شدیدتر می‌شود؛ و بالاترین دبی در اردیبهشت ماه و کمترین مقدار آن در مرداد ماه است.
حداکثر دبی سالانه رودهای آوج و کلنجین در طی دوره آماری ۳۱ ساله ۱۵/۷۰ متر مکعب بر ثانیه و کمترین مقدار آن ۶/۷ متر مکعب در ثانیه است.
حداکثر دبی لحظه‌ای رودهای آوج و کلنجین طی دورهٔ آماری ۴۰۰ متر مکعب در ثانیه و کمترین مقدار ۴/۳۰ متر مکعب در ثانیه است. حداکثر دبی لحظه‌ای در ماه‌های دی و بهمن به علت استقرار پر فشار سیبری و کاهش دما در مرداد و شهریور به علت قطع بارندگی به‌وقوع نپیوسته است یعنی احتمال وقوع رواناب‌های شدید در این ماه‌ها خیلی کم است.
هیدروگراف‌های مصنوعی رودهای آوج و کلنجین نشان می‌دهد که مدت زمانی‌که طول می‌کشد تا رودخانه به دبی اوج برسد خیلی کمتر از مدت زمانی است که طول می‌کشد دبی او ج به دبی پایه برسد. به‌طور میانگین در ماه اسفند ۷/۲۲ متر مکعب و در فروردین ماه ۸/۹ متر مکعب از حجم جاری شده در رودهای اوج و کلنجین در یک ثانیه ناشی از ذوب برف است و این در حالی است که اگر بارش باران در منطقه در این ماه‌ها صورت بگیرد. حجم رواناب تولید شده قابل ملاحظه خواهد بود.
زمان تمرکز حوضه رود آوج ۳۴/۱۰ ساعت و حوضه رود کلنجین ۷/۹ ساعت است. حجم آورد سالیانهٔ رودهای اوج و کلنجین طی دوره آماری ۳۲ ساله بیشترین مقدار ۲/۳۵۳ میلیون متر مکعب و کمترین مقدار ۳/۴۷ میلیون متر مکعب است.

## ژئومرفولوژی
بر اساس تقسیم‌بندی ناهمواری‌های ایران توسط نبوی و اشتوکلین منطقه آوج در واحد ایران مرکزی قرار گرفته است. خصوصیات و ویژگی‌های ژئومرفولوژیکی یکی حوضه اثر تعیین‌کننده‌ای بر خصوصیات هیدرولوژیکی، و رژیم آبی از جمله شدت و ضعف رواناب سطحی دارد.
مساحت کل منطقه آوج (حوضهٔ آبخیز رودهای آوج و کلنجین) ۹۲۳ کیلومتر مربع، حوضهٔ آبخیز رود آوج ۵/۳۵۰ کیلومتر و حوضهٔ آبخیز رود کلنجین ۵/۵۷۲ کیلومتر مربع است.
به منظور دستیابی به اشکال حوضهٔ آبخیز رودهای آوج و کلنجین از روش‌ها و ضرایب مختلفی استفاده شده است از جمله ضریب گراویلیوس که مقدار آن در حوضهٔ آبخیز رود آوج ۶۲/۱، حوضهٔ آبخیز رودخانه کلنجین ۳۲/۱ و کل حوضه ۲/۱ است و بنابراین شکل حوضه‌ها از شکل دایره دور بوده و از حوضه‌های پهن هستند.
با توجه به نقشه شیب منطقه آوج، شیب متوسط وزنی حوضه‌های آبخیز رودهای آوج و کلنجین ۴/۱۳ درصد و حوضهٔ رود آوج ۷/۲۹ درصد و حوضهٔ رود کلنجین ۸/۳۸ درصد که نشان بالای ضریب سیل‌خیزی منطقه است و این امر ناشی از کوهستانی بودن منطقه است.
ارتفاع میانگین حوضهٔ آبخیز رودهای آوج و کلنجین (منطقه آوج) ۲۲۷ کیلومتر، حوضهٔ رود آوج ۱۰۸ کیلومتر و حوضهٔ رود کلنجین ۱۱۳ کیلومتر است.
وجود گسل‌های آوج و حسن‌آباد و گسل‌های فرعی آن‌ها موجب شده است که اکثر شبکه‌های آبراهه، در حوضهٔ رودهای آوج و کلنجین مستطیلی باشد.
نسبت انشعاب حوضهٔ رود آوج ۷/۳، حوضهٔ رود کلنجین هم ۷/۳ است که هیدروگراف سیل آن دارای نقطه اوج بالاتری است چون نسبت انشعاب کمتر در حوضه‌ها بیانگر وجود شاخه‌های کمتر است.
از نظر تراکم آبراهه‌ها در منطقه آوج (حوضهٔ آبخیز رودهای آوج و کلنجین) ۳۴/۲ کیلومتر در کیلومتر مربع و در حوضهٔ رود آوج ۷/۲ و حوضهٔ رود کلنجین ۲ کیلومتر در کیلومتر مربع است. تعداد زیادی تراکم آبراهه‌ای رود آوج دلیل بر ضعیف بودن سنگ بستر که بیشتر به صورت پادگانه آبرفتی و مارن، ماسه‌سنگ و کنگلومرا در مقابل فرسایش است.
شیب میانگین رود آوج ۲۴/۲ درصد و رود کلنجین ۱۷/۲ درصد دارای شیب کمتر و در نتیجه فعالیت سیل‌خیزی کمتری دارند؛ و وجود درجه شیب نقش اساسی را در فرسایش خاک و در نتیجه کاهش نفوذپذیری آب در خاک شده و بر میزان سفره‌های آب زیرزمینی تأثیر دارد. ۷۶/۱۴ درصد کل مساحت منطقه آوج دارای شیب بالا (بالای ۳۰ درصد) ۴۲/۶۶ درصد دارای شیب متوسط (بین ۳۰ تا ۱۰ درصد) و ۸۲/۱۸ درصد از منطقه دارای شیب پایین (بین ۱۰–۰ درصد) است یعنی قسمت عمدهٔ منطقه از نظر سیل‌خیزی و ایجاد رواناب سطحی متوسط تا کمتر است.

## خاک و پوشش گیاهی
نقش خاک در روند هیدرولوژیکی یک رودخانه بسیار مهم است. در خاک‌های نفوذپذیر، قسمت عمده بارش در زمین نفوذ کرده و جریان‌های زیر قشری و زیرزمینی را تقویت می‌کند.
خاک‌های منطقه بیشتر دارای بیرون‌زدگی سنگی نسبتاً زیاد، خاک‌های کم‌عمق تا نیمه‌عمیق سنگریزه‌دار در دامنه‌ها و دره‌های عمیق فرسایش یافته در بعضی قسمت‌هاست؛ بنابراین می‌توان نتیجه گرفت در هنگام وقوع بارش‌های سنگین ابتدا نفوذپذیری خاک زیاد بوده و رواناب سطحی تشکیل نمی‌شود اما چون خاک‌ها عمق کمتری دارند سریعاً اشباع شده و با توجه به بالا بودن شیب منطقه آوج جریانات سطحی در بعضی موارد ایجاد سیلاب می‌کند.
مقدار ضخامت خاک در دامنه‌های رو به شمال بیشتر از دامنه‌های رو به جنوب است و این امر نقش اساسی را نیز در میزان قابلیت نگهداری آب در خاک دارد؛ و در مناطق کوهستانی منطقه به‌علت شیب‌دار بودن و وجود تشکیلات گچ و نمک، مارن و تشکیلات آذرین موجب شده از لحاظ نفوذپذیری کم و تغیرات کیفیت آب‌های سطحی و زیرزمینی از جمله شور شدن زیاد باشد. در قسمت‌هایی که خاک‌های آبرفتی دورهٔ کواترنری قرار دارد میزان آب زیرزمینی زیاد و میزان نفوذپذیری آب در خاک بالاست و در مناطقی که شیب زمین به گودی‌ها منتهی می‌شود. موجب تشکیل خاک‌های هیدرومرفی (اشباع از آب) و باتلاقی و چشمه‌ها می‌گردد.
پوشش گیاهی سطح زمین یکی از عوامل مهم کنترل فرسایش خاک‌ها و تضعیف آن به‌شمار می‌رود. گیاهان متراکم به‌طور متوسط ۳۵ درصد بارندگی سالانه را در خود نگه می‌دارند. در دامنه‌ها رو به شمال منطقه به‌علت برخورداری از پوشش گیاهی نسبتاً بالا میزان نفوذپذیری آب در خاک نیز نسبت به دامنه‌ها رو به جنوب بالا است. عواملی از جمله شخم در جهت شیب، چرای زودرس، بوته‌کنی و چرای بیش از ظرفیت مراتع منطقه موجب ایجاد فرسایش، کاهش نفوذ آب در خاک‌های منطقهٔ آوج شده است.

## تغذیه مصنوعی و کاربرد آن در کشاورزی
یکی از عمده‌ترین ویژگی‌های مطالعات طرح‌های تغذیه مصنوعی. افزایش میزان تغذیه سفره آب زیر زمینی به‌طور مصنوعی است که به منظور افزایش ذخیره آب و… با روش‌های مختلف انجام می‌گیرد.
در منطقه آوج هدف از بررسی این موضوع: افزایش منابع بهینه‌سازی و رژیم بهره‌برداری، احیاء قنات‌ها و چشمه‌ها و مهار سیلاب می‌باشد.
منابع اب جهت تغذیه شامل منابع تغذیه طبیعی و مصنوعی می‌باشد. منابع تغذیه آب طبیعی از طریق نزولات جوی حاصل می‌شود و منابع تغذیه آب به روش مصنوعی به کمک انسان ایجاد می‌شود؛ که از طریق سدهای مخزنی، بندها، استخرها. چاله و آبیاری امکانپذیر است.
با توجه به به بررسی‌های انجام شده در قسمت ویژگی‌های اقلیمی منطقه بهترین زمان برای استفاده از رواناب‌ها جهت تغذیه مصنوعی فصول پاییز، زمستان و بهار که میزان نزولات جوی بالا و میزان تبخیر نیز کم می‌باشد و همچنین نیاز کشاورزان به آب کم است؛ و با توجه به بررسی‌های انجام شده مربوط به ویژگی‌های به زمین‌شناسی و ژئومرفولوژی منطقه، بهترین مکان‌ها جهت تغذیه مصنوعی در پادگانه‌های آبرفتی دوره کواترنر و مناطقی که درجه شیب بین ۱۰–۰ درصد است می‌باشد در سایر موارد به‌علت وجود سازندهای گچ و نمک موجب بهم خوردن کیفیت آب‌های سطحی و زیرزمینی می‌شوند و تشکیلاتی با نفوذپذیری از جمله تشکیلات مارن و کنگلومرا و تشکیلات آذرین میزان نفوذ آب در خاک کم می‌باشد؛ و از نظر پوشش گیاهی و خاک، در مناطقی که دارای پوشش گیاهی مناسب و عمق خاک بیشتری می‌باشد امکان‌پذیر است.
شغل ۹۵ درصد ساکنان منطقه آوج را کشاورزی تشکیل می‌دهد و از کل اراضی کشاورزی این منطقه که ۸۳۶۲۸ هکتار می‌باشد در حدود ۲۳۹۹۷ هکتار آن اراضی آبی و ۵۹۶۳۱ هکتار آن اراضی دیمی می‌باشد. درحالی‌که ۳۷۷۸۶ هکتار از اراضی منطقه بین سال‌های ۱۳۶۰ تا ۱۳۷۸ بخاطر خشکسالی و نبود آب رها شده‌اند.